# La Haute-Maison
La Haute-Maison – miejscowość i gmina we Francji, w regionie Île-de-France, w departamencie Sekwana i Marna.
Według danych na rok 1990 gminę zamieszkiwały 204 osoby, a gęstość zaludnienia wynosiła 16 osób/km² (wśród 1287 gmin regionu Île-de-France La Haute-Maison plasuje się na 988. miejscu pod względem liczby ludności, natomiast pod względem powierzchni na miejscu 249.).